# Юдинское кладбище
Ю́динское се́льское кла́дбище расположено в Одинцовском районе Московской области, село Юдино.
Адрес: Московская область, Одинцовский район, село Юдино.

## Общая информация
Юдинское сельское кладбище расположено в небольшом лесном массиве, рядом с селом Юдино и железнодорожной платформой Перхушково. Наиболее ранние из сохранившихся захоронений кладбища, относятся к 70-м годам XIX века.
С момента своего открытия используется для нужд местных жителей, например, Власихи. Интересно, что с конца 50-х годов XX века к ним стало относиться население возникших в округе коттеджных посёлков, состоящее из работников авиационной и ракетно-космической промышленности.

## Некоторые из захоронений
- Золотарёв, Семён Павлович (1914—1993) — Герой Советского Союза (1943), штурман эскадрильи 5-го гвардейского авиационного полка 50-й авиационной дивизии 6-го авиационного корпуса Авиации дальнего действия (АДД)[1].
- Миль, Михаил Леонтьевич (1909—1970) — советский конструктор вертолётов, доктор технических наук (1945), Герой Социалистического Труда (1966), лауреат Ленинской премии (1958) и Государственной премии СССР (1968).
- Полухин, Дмитрий Алексеевич (1927—1993) — Генеральный конструктор КБ «Салют», Герой Социалистического Труда (1980), лауреат Ленинской (1976) и Государственной премии (1967), доктор технических наук[2].
- Попов, Валерий Витальевич — участник Второй чеченской войны, Герой Российской Федерации (посмертно)[3].

## Современное состояние
В настоящее время кладбище закрыто и официально здесь возможны лишь подзахоронения.
Территория кладбища огорожена, оборудована мусорными контейнерами и колодцем. Имеется павильон приёма заказов на надгробия от гранитной мастерской села Юдино.

## Транспорт
От Одинцово до кладбища (пл. Перхушково) можно добраться автобусом № 54 или электропоездом.